# 聖四十人教堂

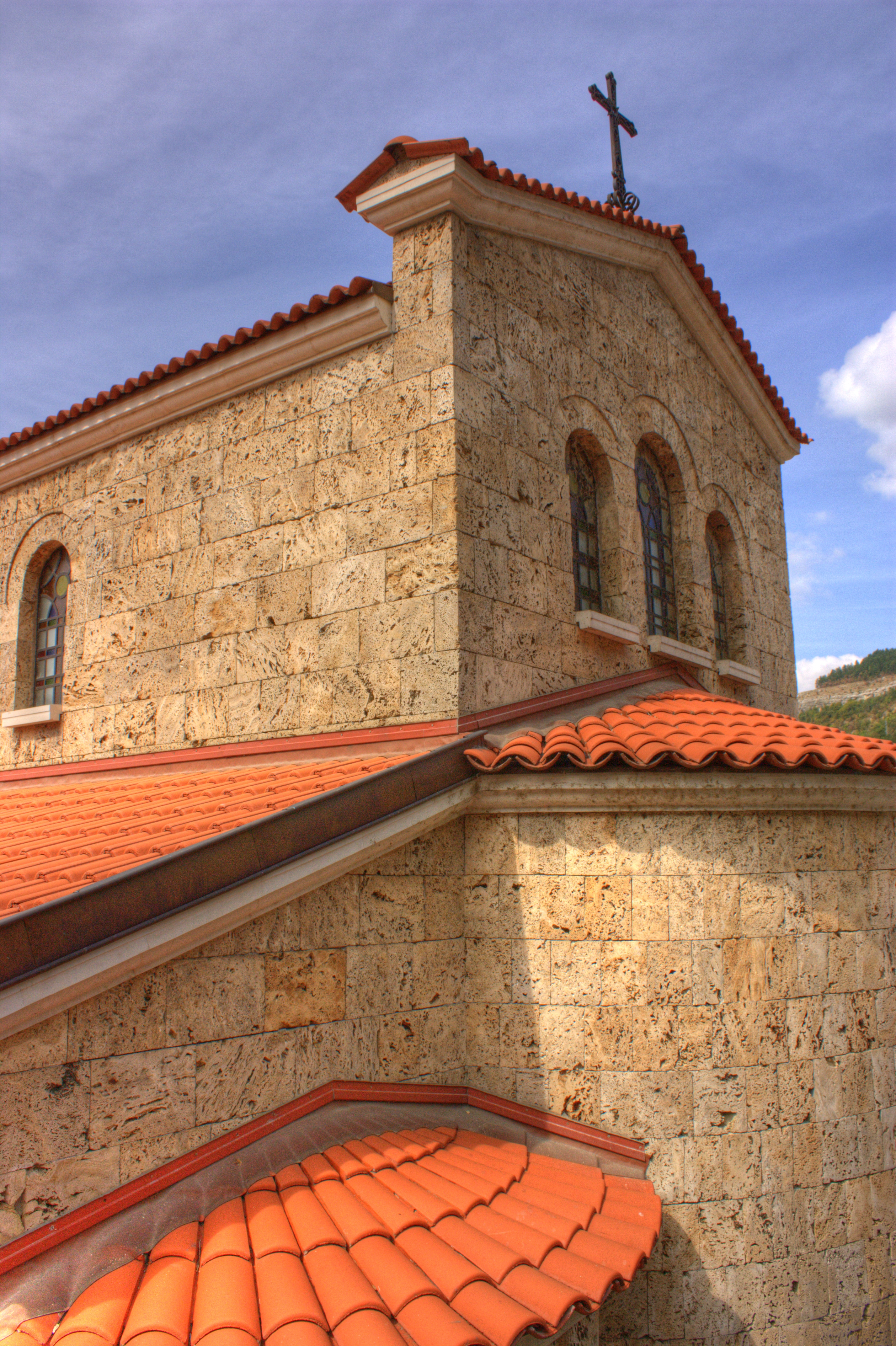

聖四十人教堂是位於保加利亞城市大特爾諾沃的一個東正教教堂。聖四十人教堂修建於1230年，是大特爾諾沃著名古蹟之一。

## 外部連結
- Official website （页面存档备份，存于） （保加利亚文）/（英文）
- Holy Forty Martyrs Church, Veliko Tarnovo of Bulgaria